# Freddy Krueger
Freddy Krueger é um personagem fictício da série de filmes de terror A Nightmare on Elm Street (no Brasil, A Hora do Pesadelo; em Portugal, Pesadelo em Elm Street). Freddy é um assassino de crianças da fictícia Springwood, Ohio, que após ser queimado por pais vingativos passa a atacar adolescentes em seus sonhos, matando-as no mundo real por tabela. O facto de ter o poder de controlar os sonhos das pessoas e matá-las durante o sono, valeu-lhe as alcunhas de "Lorde dos Pesadelos" e "Senhor dos Sonhos". Robert Englund foi o intérprete original de Freddy, participando de sete filmes mais um crossover com Jason Voorhees da série Sexta-Feira 13. Em um remake do filme original lançado em 2010, Freddy é interpretado por Jackie Earle Haley. Freddy também aparece como um personagem jogável no jogo Mortal Kombat (2011) e em Dead by Daylight.

## Biografia do personagem

### Origem
Frederick Charles Krueger, nascido em Springwood, Ohio em 3 de Setembro de 1939, é fruto de um estupro coletivo ocorrido num velho manicômio da Rua Elm, quando a freira Amanda Krueger foi trancada junto com cem internos por dias. Durante toda a sua vida, ele foi capaz de se lembrar dos gritos de sua mãe. Amanda imediatamente pôs o filho para adoção, e alguns anos depois, Freddy foi adotado por um velho alcoviteiro, Sr. Underwood, que viu utilidade no menino como atração de bêbados curiosos na pequena e imunda rua, repleta de prostitutas e drogados. O jovem apanhava constantemente do padrasto, que o tratava como um nada, tirando sangue e deixando-o cheio de marcas roxas pelo corpo. Após uma surra, em que quase foi morto, o jovem Freddy matou Underwood com uma lâmina - a mesma que Freddy usava para se cortar, devido ao abuso do padrasto e dos colegas.
Ficou da adolescência até a idade adulta perambulando pela cidade como um vagabundo, até num dia em que dormia sob uma ponte, algumas crianças vieram até ele atraídas por curiosidade. Nesse meio tempo, Freddy acordou e as assustou, que saíram correndo, exceto um garoto que caiu e machucou a cabeça. Freddy de alguma forma ficou excitado em ver o garoto coberto de sangue e despertou nele algo que não sentia há anos quando ele próprio se cortava quando jovem.
Freddy começou a trabalhar em uma fábrica, casou-se e teve uma filha. Porém ao mesmo tempo começa a abusar e matar crianças, usando um carrinho de sorvete para atraí-las e mais tarde violentá-las e matá-las na sala da caldeira onde trabalha. Em 1976, sua esposa Loretta descobriu instrumentos de tortura no porão de casa (o principal sendo uma luva com lâminas afiadas nos dedos), e viu que seu marido era o "retalhador de Springwood". Freddy estrangulou-a em frente à filha Katherine. A filha delatou-o para as autoridades e Freddy foi preso, mas acabou sendo solto por não terem assinado um mandado de busca.
Aproveitando que estava livre, Freddy decidiu que era hora de deixar a cidade e procurar novas presas, mas os moradores furiosos, conduzidos pelo tenente Thompson e sua esposa Marge, haviam decidido se vingar do cruel assassino. Os Thompsons e os vizinhos da rua Elm colocaram gasolina no local onde Freddy passava suas noites e colocaram fogo. No momento em que estava sendo queimado, Freddy invocou os demônios dos sonhos, três serpentes voadoras que tem o poder de tornar real os pesadelos das vítimas. Freddy pediu imortalidade. Em troca iria ser o maior assassino dos pesadelos.

### Série de eventos

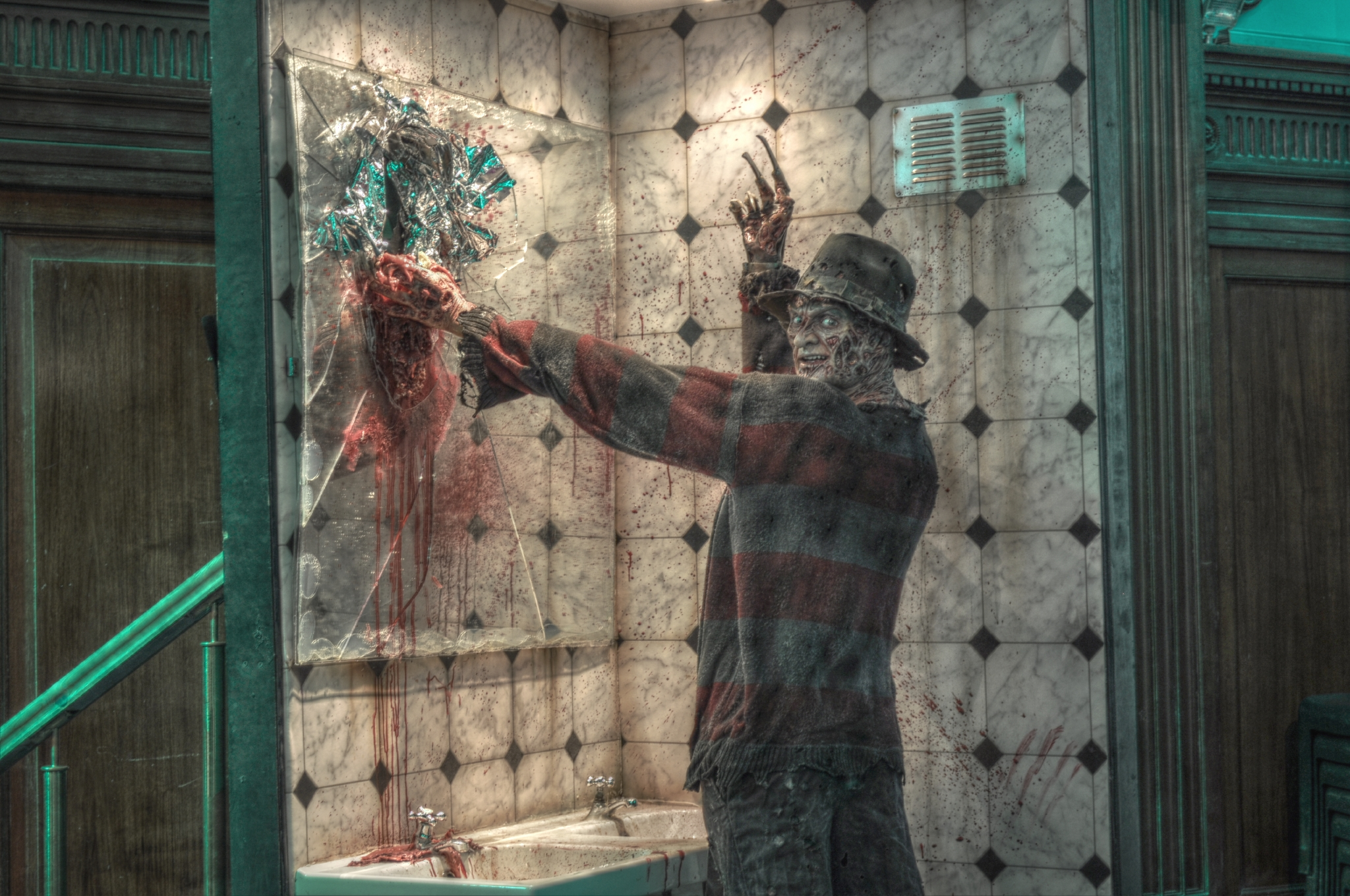
Boneco de cera exposto no National Wax Museum Plus, Dublin, Irlanda.

Em A Nightmare on Elm Street (1984), Freddy começa a matar adolescentes da Rua Elm enquanto estes dormem, sendo impedido por Nancy Thompson.
Em A Nightmare on Elm Street 2: Freddy's Revenge (1985), Freddy começa a povoar os pesadelos do adolescente Jesse Walsh, e passa a possuí-lo para cometer seus assassinatos. A namorada de Jesse, Lisa, salva-o.
Em A Nightmare on Elm Street 3: Dream Warriors (1987), Freddy começa a matar as crianças da rua Elm, com as poucas sobreviventes indo para um hospício. Nancy percebe que é Freddy, e com a ajuda do Dr. Neil Gordon, ajuda as sobreviventes a descobrirem seus poderes nos sonhos. Nancy é morta por Freddy, mas o grupo liderado por Kristen Parker derrota o assassino.
Em A Nightmare on Elm Street 4: The Dream Master (1988), Freddy consegue ressuscitar com os pesadelos dos protagonistas do filme anterior, sendo impedido por Alice Johnson, que conseguiu os poderes dos outros "Guerreiros dos Sonhos".
Em A Nightmare on Elm Street 5: The Dream Child (1989), por meio dos pesadelos do feto de Alice, Jacob, Freddy volta a atacar. Orientado pelo espírito de Amanda, Jacob consegue se libertar de Freddy, e Amanda derrota-o.
Em Freddy's Dead: The Final Nightmare (1991), o último sobrevivente de Springwood, John Doe, é usado por Freddy para descobrir o paradeiro de sua filha, agora chamada Maggie Burroughs, que é a chave para Freddy sair de Springwood. Maggie eventualmente mata Freddy, libertando-o dos Demônios dos Sonhos e prendendo Freddy no inferno.

### Freddy Krueger no mundo real
Em Wes Craven's New Nightmare (1994), uma entidade maligna que tomou a forma de Freddy - e se lançou no mundo real quando o personagem foi morto no filme anterior - começa a povoar os pesadelos da atriz Heather Langenkamp (Nancy), do ator Robert Englund (Freddy), e do criador da série, Wes Craven, e a partir daí cometer assassinatos em sonhos. Heather e seu filho Dylan se unem para destruir a entidade.

### Batalha com Jason Voorhees
Em Freddy vs. Jason (2003), Freddy Krueger e Jason Voorhees estavam no inferno. Para conseguir fazer a população de Springwood voltar a temê-lo e assim ter seus poderes de volta, Freddy toma a forma da mãe de Jason, Pamela Voorhees, e pede para este voltar à Terra e causar mortes em Springwood. Tudo culmina entre uma luta entre Freddy e Jason no acampamento de Crystal Lake, Freddy é morto por Lori (cortou a cabeça dele). No final do filme Jason sai vivo do Lago C.K e levando a cabeça de Freddy, na cena final a cabeça de Freddy dá uma piscadela pra câmera indicando que não morreu pois ambos Freddy e Jason são imortais.

### Nova série
No remake de A Nightmare On Elm Street (2010), os adolescentes começam a ter pesadelos com Freddy e ele começa a matá-los. Eles não sabem quem é Freddy e nem o motivo dele estar "perseguindo" eles nos sonhos (pesadelos). No desenrolar do filme, dois jovens (um deles a protagonista Nancy) descobrem que todos os jovens assassinados e eles têm algo em comum. A conexão é a escola primária onde estudaram quando tinham 5 anos de idade. Freddy era o jardineiro da escola. Naquele período, Freddy molestou as crianças e elas contaram para seus pais que decidiram se vingar. Os pais perseguiram Freddy até uma fábrica onde ele se escondeu em um prédio. Como não conseguiram pegar Freddy, alguns pais decidiram atear fogo no local.
O casal protagonista vai até a antiga escola primária pois acham que lá desvendarão tudo - por um período no filme há uma dúvida se Freddy abusou ou não das crianças. Lá encontram fotos e descobrem que de fato Freddy molestava eles.
Perto do fim do filme Nancy descobre que para poder ferir Freddy é necessário trazê-lo para o mundo real (onde ele não tem controle sobre nada). Nancy Holbrook segura Freddy e é acordada pelo namorado. Eles lutam com Freddy e Nancy o mata cortando sua garganta. Antes de sair do local, ela decide atear fogo na escola. Aparentemente Freddy está morto, mas na última cena do filme Nancy entra em casa com sua mãe e Freddy surge no espelho. Sua mãe é morta por Freddy, porém, não se sabe se o pesadelo é de Nancy ou sua mãe.

### Freddy Krueger vira jogo
Freddy Krueger tornou-se personagem jogável disponível por download no game de luta Mortal Kombat (2011), possuindo uma aparência similar à de Jackie Earle Haley no filme de 2010. No jogo ele usa sua tradicional luva de garras em ambas mãos e não somente na mão direita. Na trama do jogo, Shao Kahn começa a roubar as almas do Plano Terreno, irritando Freddy, que consegue as almas de quem ele mata nos sonhos. Freddy ataca Kahn em seus sonhos, e acaba sendo puxado para o mundo real, onde é derrotado pelo imperador de Exoterra. Freddy então equipa-se com luvas com lâminas demoníacas visando matar Kahn e arranjar um caminho de volta para a Terra, com isso tendo meios para atormentar eternamente as almas humanas na Terra.
Além disso, Freddy Krueger é um personagem jogável como assassino no game de terror assimétrico Dead by Daylight. Faz parte de uma DLC paga chamada de "A Nightmare on Elm Street" e é chamado, no jogo, de "O Pesadelo". Freddy passivamente coloca os jogadores no mundo dos sonhos, o que acontece imediatamente caso os ataque. Freddy também possui o poder de criar uma poça dos sonhos, que só pode ser acionada por jogadores que estiverem no estado sonolento. Além disso, pode se teleportar para determinados objetos do mapa através de uma projeção do sono.

## Personalidade
Freddy é conhecido pelas frases e diálogos carregados de ironia, trocadilhos e sadismo, como "É melhor você não dormir e dirigir..." no quinto filme para uma vítima que bate uma moto, "Que tal isso de sonho molhado?" para uma vítima sugada para uma cama d'água no quarto filme e "Não grite com o ônibus em movimento!" para John no sexto filme.
Também gosta de cantar uma canção para suas vítimas:
| “ | \| One, two, Freddy is coming for you. Three, four, better lock your door. Five, six, grab your crucifix. Seven, eight, gonna stay up late. Nine, ten, never sleep again. \| Um, dois, Freddy vem te pegar, Três, quatro, feche bem o quarto. Cinco, Seis, segure a sua cruz, Sete, oito, fique acordado. Nove, dez, não durma nenhuma vez". \| | ” |
| One, two, Freddy is coming for you. Three, four, better lock your door. Five, six, grab your crucifix. Seven, eight, gonna stay up late. Nine, ten, never sleep again. | Um, dois, Freddy vem te pegar, Três, quatro, feche bem o quarto. Cinco, Seis, segure a sua cruz, Sete, oito, fique acordado. Nove, dez, não durma nenhuma vez". |   |

No quinto filme, uma jovem garota canta uma versão ligeiramente diferente da canção dando a entender o seu retorno:
| “                                                                 | \| Seven, eight, better stay awake. Nine, ten, Freddy is back again. \| Sete, oito, fique acordado. Nove, dez, Freddy voltou novamente. \| | ” |
| Seven, eight, better stay awake. Nine, ten, Freddy is back again. | Sete, oito, fique acordado. Nove, dez, Freddy voltou novamente.                                                                            |   |

## Poderes e habilidades
Devido a um trato com seres sobrenaturais no momento que estava sendo queimado, Freddy Krueger é descrito como um "demônio do sonho" e tem grandes poderes sobrenaturais. Ele é incorpóreo e invisível para todas as pessoas que não estão sonhando; a única maneira de afetar Freddy fisicamente é agarra-lo nos sonhos e traze-lo ao mundo desperto. Freddy tem o principal poder de criar pesadelos, com os quais pode ferir fisicamente e até matar suas vítimas nos sonhos. Dentro dos sonhos ele tem uma gama de poderes que vão de atributos físicos super-humanos, imortalidade, se disfarçar em qualquer pessoa, fator de cura acelerado, teletransporte, transformar objetos do sonho de suas vítimas, capacidade de tornar a si mesmo e/ou qualquer parte do seu corpo em qualquer coisa que ele queira, sua habilidade mais conhecida de ser capaz de afetar suas vítimas em seus sonhos e, " como uma espécie de vodu", deixar marcas e cicatrizes em seus corpos físicos (Ex: uma garota sonha com o Freddy, e este transforma o seu braço em uma cabeça de dragão, e "cospe" fogo nela, no mundo real ela vai pegar fogo!) e também tem o poder de usar coisas (EX:a morte de Spencer onde ele usa um power glove para matar Spencer). Vítimas que tenham sido mortas no sonho tem suas almas absorvidas para dentro de Freddy, com seus rostos se retorcendo no tórax desfigurado do vilão, até que ele seja vencido, de modo que as almas das vítimas se libertam, mas não voltam a vida. Também pode "apagar" da existência pessoas que ele tenha matado (como aconteceu com John, Carlos e Spencer), de modo que ninguém possa lembrar delas, a não ser os que podem controlar seus sonhos.

## Fraquezas
Freddy tem 4 fraquezas conhecidas:
1. Se ele é trazido para o mundo real, os seus poderes gradualmente diminuem ou desaparecem, fazendo-o se tornar mortal. Para trazê-lo para o mundo real, uma pessoa tem de agarrar fisicamente Freddy em seus sonhos e em seguida despertar, o que consiste em uma tarefa difícil (principalmente porque quando Krueger está em um sonho, é muitas vezes escorregadio, além de que geralmente quando uma pessoa sonha com ele ela tem um sono muito mais profundo do que o normal). Krueger é extremamente perigoso; por isso, quando chega suficientemente perto para ser tocado em um sonho, está normalmente prestes a matar sua vítima. Muitas vezes, a pessoa deve estar agarrando Freddy e as pessoas em torno dela a despertaram violentamente, a fim de garantir que ela não morra em poucos segundos. Quando Krueger está no mundo real, ele pode ser morto.
2. Pessoas capazes de sonho lúcido conseguem controlar seus sonhos e retaliarem os ataques de Freddy à altura.
3. Uma vez que o receio e o medo das vítimas dão forças a Freddy, pessoas com bravura e a força de vontade podem provar estar sem medo e combatê-lo.
4. Se as almas capturadas por Freddy conseguirem se despertar, podem destruí-lo por dentro. Sugere-se igualmente ao longo de todos os filmes que Freddy está vulnerável a água benta, devido às evidentes conotações religiosas, e de fogo, sendo este o método original de sua morte. A série Freddy's Nightmares e o filme Pesadelo Final: A Morte de Freddy mostram também que não está em condições de propagação da sua influência fora de Springwood (fato contradito em Freddy vs Jason, no qual mesmo estando fraco, Freddy foi capaz de entrar no sonho de Jason, estando este fora dos limites de Springwood) embora não aceitado pelos fãns Freddy Krueger possui um medo, que é mostrado também em Freddy vs Jason. Onde na luta final, os 2 sobreviventes acabam ateando fogo na ponte onde Freddy e Jason estão e Freddy fica aflito e com medo obviamente. Sendo assim Jason aproveita a distração para acabar de vez com Freddy Krueger.

## Filmografia
- A Nightmare on Elm Street - 1984

- A Nightmare on Elm Street 2: Freddy's Revenge - 1985

- A Nightmare on Elm Street 3: Dream Warriors - 1987

- A Nightmare on Elm Street 4: The Dream Master - 1988

- A Nightmare on Elm Street 5: The Dream Child - 1989

- A Nightmare on Elm Street 6: Freddy's Dead - 1991

- New Nightmare - 1994

- Freddy vs. Jason - 2003

- A Nightmare on Elm Street (Remake) - 2010